# Хабаров, Владимир Николаевич
Влади́мир Никола́евич Хаба́ров (род. 8 июля 1954, Москва) — советский и российский учёный-химик, специалист в области молекулярной медицины.

## Основные научные достижения
Автор твердофазного способа получения биоактивной композиции на основе хелатных комплексов поливалентных металлов, активно использующегося в косметологии при производстве интрадермальных имплантатов на основе гиалуроновой кислоты. На базе института синтетических полимерных материалов им. Н. С. Ениколопова изобрел и запатентовал способ твердофазной модификации гиалуроновой кислоты ионами магния, что позволило впервые в истории мировой косметологии интрадермально восполнять дефицит данного катиона у пациентов с максимальной степенью биодоступности (хелатная форма), что ранее в известных формах, было невозможно.
Хабаров В. Н. совместно с профессором в области биофизики и полимеров П. Я. Бойковым показали связь нарушений метаболизма гиалуронана с развитием онкологической трансформации тканей и органов. Работа была опубликована в 2014 году, была переведена в Англии и продается по всему миру.
Автор 18 патентов на изобретения, более 60 научных работ, в том числе 10 книг.
Является автором 18 патентов на изобретения. К изобретениям В. Н. Хабарова относятся:
- Способ получения сшитых солей гиалуроновой кислоты в водной среде[6].
- Способ получения сшитых солей гиалуроновой кислоты[7].
- Способ получения модифицированной фолиевой кислотой сшитой соли гиалуроновой кислоты[8].
- Способ получения модифицированной витаминами сшитой соли гиалуроновой кислоты[9].
- Способ получения модифицированной токоферолом сшитой соли гиалуроновой кислоты и биоактивная композиция на её основе[10].
- Способ получения модифицированной ретинолом сшитой соли гиалуроновой кислоты[11].
- Способ получения модифицированной рибофлавином сшитой соли гиалуроновой кислоты[12].
- Способ получения модифицированной аскорбиновой кислотой сшитой соли гиалуроновой кислоты и биоактивная композиция на её основе[13].
- Твердофазный способ получения биоактивного нанокомпозита[14].
- Способ получения борсодержащей гиалуроновой кислоты[15].

В 2019 году на базе РАН им. Н. С. Ениколопова получил патент на гидрогелевую водорастворимую композицию на основе гиалуроновой кислоты и ионов поливалентных металлов, и способ её получения.
В 2021 году — на твердофазный способ получения биоактивной композиции на основе хелатного комплекса магния с гиалуроновой кислотой.